# Обрамлення
Обрамлення або каркасна оповідь (англ. Frame story) — прийом композиції твору, який передбачає включеність одного сюжету в інший. Наприклад, коли письменник закінчує свій виклад і надає слово герою, який розказує свою історію. Обрамлення веде читачів від першої історії до однієї чи кількох інших історій всередині неї. Обрамлення також може бути використане для інформування читачів про аспекти вторинної розповіді, які в іншому випадку важко зрозуміти. Цього не слід плутати зі структурою наративу або зміною характеру особистості. Кадрова історія також називається «бутебродною розповіддю». В обралменні один наратив вбудований або вкладений у другу історію і діє як коментар до обрамлення або навпаки. Цей спосіб обрамлення є поширеною літературною технікою Нового Завіту. Наприклад, Марк перериває історію про прокляття та в'янення смоковниці, щоб помістити в неї іншу історію. Розповідь про смоковницю виступає як коментар до очищення храму від торговців.
Розважальна настанова вставних сюжетів сполучається із дидактичним завданням «рамкової» історії, сприяючи художній та логічній цілісності твору.
Трапляються випадки обрамленої повісті і в українській літературі, наприклад, сатиричне оповідання І. Франка «Свинська конституція», де авторська розповідь складає зв'язувальну рамку, що допомагає розкрити несумісність між лицемірною цісарською конституцією та дійсністю.

## Історія
Обрамлена повість зародилася в античну добу та в давніх літературах Сходу, зокрема у санскритській «Великій сповіді» Гунадхьї, «Панчатантрі», «Океані сказань» та також у «Книзі Синбада», «Тисячі і одній ночі», «Шукасаптаті», «Туті-наме» і т.ін. Ця традиція спостерігалася в «Кентерберійських оповіданнях» Дж. Чосера, «Гептамероні» Маргарити Наваррської, «Декамероні» Дж. Боккаччо.
Деякі з найдавніших відомих каркасних оповідей — це оповіді стародавнього Єгипту, включаючи історію, знайдену на папірусі Весткар, «Повісті про корабельного моряка» та «Красномовного селянина». Інші ранні приклади: з індійської літератури, включаючи санскритські епоси «Махабхарата», «Рамаяна», «Сім мудрих господарів» Синтіпи, а також збірки байок «Хитопадеша», «Вікрам» та «Вампір».
Ця форма поступово поширювалася на захід протягом століть і стала популярною, породивши такі класичні колекції оповідей, як «Тисяча і одна ніч» («Аравійські ночі»), «Декамерон» та «Кентерберійські оповіді».
Цей формат мав гнучкість у тому, що різні оповідачі могли зберігати розповіді, які їм сподобалися або розуміли, відкидаючи ті, яких вони не робили, та додаючи нові, які вони чули з інших місць. Особливо це сталося з «Тисячею та однією ніччю», де різні версії протягом століть включали різні історії.
Використання каркасно оповіді, в якій окремий наратив розміщений у контексті розповіді історії, також є технікою з довгою оповіддю, що сягає принаймні початкового розділу Одісеї, в якому оповідач Одіссей розповідає про його поневіряння у дворі короля Алкіноя.